# Пруське (Словаччина)
Пруське (словац. Pruské) — село в окрузі Ілава Тренчинського краю Словаччини. Площа села 12,93 км². Станом на 31 грудня 2015 року в селі проживало 2274 жителі.

## Історія
Перші згадки про село датуються 1224 роком.

## Населення
| Рік:            | 1994. | 2004.    | 2014.   | 2024.   |
| --------------- | ----- | -------- | ------- | ------- |
| Кількість осіб: | 2685  | 2088     | 2244    | 2290    |
| Різниця:        |       | -22,23 % | +7,47 % | +2,04 % |

| Рік:            | 2023. | 2024.   |
| --------------- | ----- | ------- |
| Кількість осіб: | 2299  | 2290    |
| Різниця:        |       | -0,39 % |